# Heinz-Martin Süß
Heinz-Martin Süß (* 4. Oktober 1950 in Rottweil) ist ein deutscher Psychologe. Er war bis 2016 Professor für Methodenlehre, Psychodiagnostik und Evaluationsforschung an der Otto-von-Guericke-Universität Magdeburg.

## Leben
Heinz-Martin Süß absolvierte an der Technischen Universität Karlsruhe ein Studium der Informatik, welches er 1976 mit einem Diplom abschloss. Im Anschluss studierte er Psychologie an der Universität Freiburg und erlangte sein Diplom 1980. Von 1980 bis 1983 war er wissenschaftlicher Assistent am Psychologischen Institut der Universität Freiburg (Schweiz). Von 1983 bis 1986 war er wissenschaftlicher Mitarbeiter an der Universität Marburg in der Forschungsstelle für Psychosoziale und Psychosomatische Prävention und Rehabilitation (FPR). 1987 schloss er seine Promotion an der Universität Freiburg (Schweiz) zum Thema „Evaluation von Alkoholismustherapie“ ab. Von 1987 bis 1992 war er wissenschaftlicher Mitarbeiter am Institut für Psychologie an der Freien Universität Berlin. Von 1992 bis 1994 hatte er eine Stelle als wissenschaftlicher Mitarbeiter am Deutschen Institut für Fernstudien (DIFF) der Universität Tübingen inne. 1994 bis 1996 war er Hochschulassistent und von 1996 bis 2001 Hochschuldozent am Lehrstuhl für Psychologie II der Universität Mannheim. 1995 habilitierte er zum Thema „Intelligenz, Wissen und Problemlösen: Kognitive Voraussetzungen für erfolgreiches Handeln bei computersimulierten Problemen“ an der Universität Mannheim. 2001 bis 2002 vertrat der die Professur „Forschungsmethoden, Psychodiagnostik und Evaluationsforschung“ an der Otto-von-Guericke-Universität Magdeburg, welche er seit 2002 innehatte. 2016 ging er in den Ruhestand.
Er war Lehrbeauftragter und Gastprofessor an verschiedenen Forschungseinrichtungen (z. B. Universität Freiburg (Schweiz), Universität Basel). Heinz-Martin Süß hat Forschungsaufenthalte unter anderem an der University of Arizona in Tucson (USA), am Max-Planck-Institut für Bildungsforschung Berlin, der University of Sydney (Australien) und an der San Diego State University (USA) absolviert.

## Wirken
Seine Forschungsschwerpunkte bilden insbesondere die Themen akademische Intelligenz, soziale Intelligenz, komplexes Problemlösen, Arbeitsgedächtnis und exekutive Funktionen, kognitives Training, Evaluations- und Methodenforschung, sowie psychologische Diagnostik.
Er war an der Entwicklung des Berliner Intelligenz-Struktur-Tests beteiligt. Seine Studien zum Thema der komplexen Problemlösefähigkeit haben einen entscheidenden Beitrag zur Forschungsfrage geleistet, ob es eine eigenständige komplexe Problemlösefähigkeit in Abgrenzung von etablierten Intelligenzkonstrukten gibt. Heinz-Martin Süß’ Forschungsarbeiten zum Arbeitsgedächtnis führten unter anderem zur Formulierung der Facettentheorie des Arbeitsgedächtnisses.
In der akademischen Lehre hielt er Veranstaltungen zu den Gebieten psychologische Methodenlehre, psychologische Diagnostik und Evaluationsforschung.

## Mitgliedschaften und wichtige Funktionen
Von 2002 bis 2005 sowie von 2007 bis 2008 war Institutsvorstand des Psychologischen Instituts für Psychologie an der Universität Magdeburg. Von 2002 bis 2009 war er Mitglied im Editorial Board der Fachzeitschrift Diagnostica.
Er ist weiterhin Gutachter einer Vielzahl von psychologischen Fachzeitschriften (z. B. Diagnostica, European Journal of Psychological Assessment, Journal of Individual Differences, Psychologische Rundschau, Psychology Science Quarterly, Zeitschrift für Arbeits- und Organisationspsychologie, Zeitschrift für Pädagogische Psychologie) und wissenschaftlichen Organisationen wie der Deutschen Forschungsgemeinschaft, des Schweizerischen Nationalfonds, der German-Israeli Foundation for Scientific Research & Development und des Nederlandse Organisatie voor Wetenschappelijk Onderzoek.

## Schriften (Auswahl)
- Funke, J., Buchner, A., Dörner, D., Süß, H.-M., & Vollmeyer, R. (1999). Diskussionsrunde zum Themenheft „Komplexes Problemlösen“. Psychologische Rundschau, 50(4), 229–233, doi:10.1026//0033-3042.50.4.229
- Jäger, A. O., Süß, H.-M., & Beauducel, A. (1997). Berliner Intelligenzstruktur-Test. Form 4. Göttingen: Hogrefe.
- Oberauer, K., Süß, H.-M., Wilhelm, O., & Wittmann, W. W. (2003). The multiple faces of working memory: Storage, processing, supervision, and coordination. Intelligence, 31(2), 167–193, doi:10.1016/S0160-2896(02)00115-0
- Süß, H.-M., & Beauducel, A. (2011). Intelligenztests und ihre Bezüge zu Intelligenztheorien. In L. F. Hornke, M. Amelang, & M. Kersting (Hrsg.), Enzyklopädie der Psychologie, Band. 3: Serie Psychologische Diagnostik: Leistungs-, Intelligenz- und Verhaltensdiagnostik, S. 97–234, Göttingen: Hogrefe, ISBN 978-3-8017-1526-7.
- Süß, H.-M. (1988). Evaluation von Alkoholismustherapie. Freiburg: Universitäts-Verlag, ISBN 978-3-7278-0554-7.
- Süß, H.-M. (1996). Intelligenz, Wissen und Problemlösen: Kognitive Voraussetzungen für erfolgreiches Handeln bei computersimulierten Problemen. Göttingen: Hogrefe, ISBN 978-3-8017-1089-7.
- Süß, H.-M. (2001). Prädiktive Validität der Intelligenz im schulischen und außerschulischen Bereich. In E. Stern & J. Guthke (Hrsg.), Perspektiven der Intelligenzforschung (S. 109–135). Lengerich: Pabst, ISBN 978-3-935357-69-2.
- Weis, S., Seidel, K., & Süß, H.-M. (2006). Messkonzepte sozialer Intelligenz – Literaturübersicht und Ausblick. In R. Schulze, P. A. Freund, & R. D. Roberts (Hrsg.), Emotionale Intelligenz. Ein Internationales Handbuch (S. 213–234). Göttingen: Hogrefe, ISBN 978-3-8017-1795-7.
- Wittmann, W. W., & Süß, H.-M. (1999). Investigating the paths between working memory, intelligence, knowledge, and complex problem-solving performances via Brunswik symmetry. In P. L. Ackerman, P. C. Kyllonen, & R. D. Roberts (Hrsg.), Learning and individual differences: Process, trait and content determinants (S. 77–104). Washington: APA, ISBN 978-1-55798-536-1.